# Kashiwa
Kashiwa (柏市 Kashiwa-shi) é uma cidade japonesa localizada na província de Chiba.
Em 2020 a cidade tinha uma população estimada em 433.436 habitantes e uma densidade populacional de 3.800 h/km². Tem uma área total de 114,72 km².
Recebeu o estatuto de cidade a 1 de Setembro de 1954, com a fusão das localidades vizinhas à estação de caminhos de ferro, que formam hoje o centro da cidade.
O nome da cidade é escrito com um único caractere kanji: 柏, uma referência a Quercus dentata, comumente conhecido como o carvalho imperador japonês ou carvalho daimyo.
Devido à Associação de Relações Internacionais de Kashiwa, a cidade mantém relações privilegiados com a China, com o território de Guam e com os Estados Unidos (continente). Desde 1973 que Kashiwa é cidade gémea de Torrance, na Califórnia - um subúrbio de Los Angeles.

## Geografia
Kashiwa está localizada no Planalto de Shimōsa, no extremo noroeste da província de Chiba, a cerca de 30 quilômetros da capital da prefeitura de Chiba e 30 quilômetros de Tóquio. É separada da prefeitura de Ibaraki ao norte pelo Rio Tone. 
Localizada na Planície do Kanto, a cidade é plana, com uma elevação entre 5 e 32 metros acima do nível do mar.

## Municípios vizinhos

### Chiba
- Matsudo
- Abiko
- Inzai
- Kamagaya
- Noda
- Nagareyama

### Ibaraki
- Toride
- Moriya

## Clima
Kashiwa tem um clima subtropical úmido (Köppen Cfa) caracterizado por verões quentes e invernos frios com luz a nenhuma queda de neve. A temperatura média anual em Kashiwa é de 14,7 °C. A média anual de chuvas é de 1358 mm com setembro como o mês mais úmido. As temperaturas são mais altas em média em agosto, em torno de 26,5 °C, e as mais baixas em janeiro, em torno de 3,9 °C.

## Esportes
Kashiwa é o lar do time de futebol profissional Kashiwa Reysol.

## Economia
Kashiwa é um centro comercial regional e uma cidade dormitório para as proximidades de Chiba e Tóquio. Devido à sua boa conexão de transporte com Tóquio, estima-se que 42,3% da população trabalhadora (censo de 2015) se desloque para Tóquio a trabalho. A cidade tem uma base industrial mista, com indústrias de processamento de alimentos formando uma parte importante da economia. Nikka Whisky Distilling e a Asahi Soft Drinks têm instalações de produção em Kashiwa. 
Há alguma agricultura local de nabos, cebolas e espinafre.

## Transportes
Kashiwa está ligada a Tóquio pela via expressa Joban e pela rodovia nacional Rota 6. Pode-se chegar à cidade também pela Rota 16 através da província de Saitama. Por trem, Kashiwa fica a apenas 30 minutos da estação Ueno de Tóquio na linha JR Joban, enquanto o novo Tsukuba Express, inaugurado em agosto de 2005, liga Tsukuba na província de Ibaraki a Akihabara em Tóquio, via Kashiwa. Como resultado, duas novas estações foram criadas na cidade.

## Galeria de Imagens

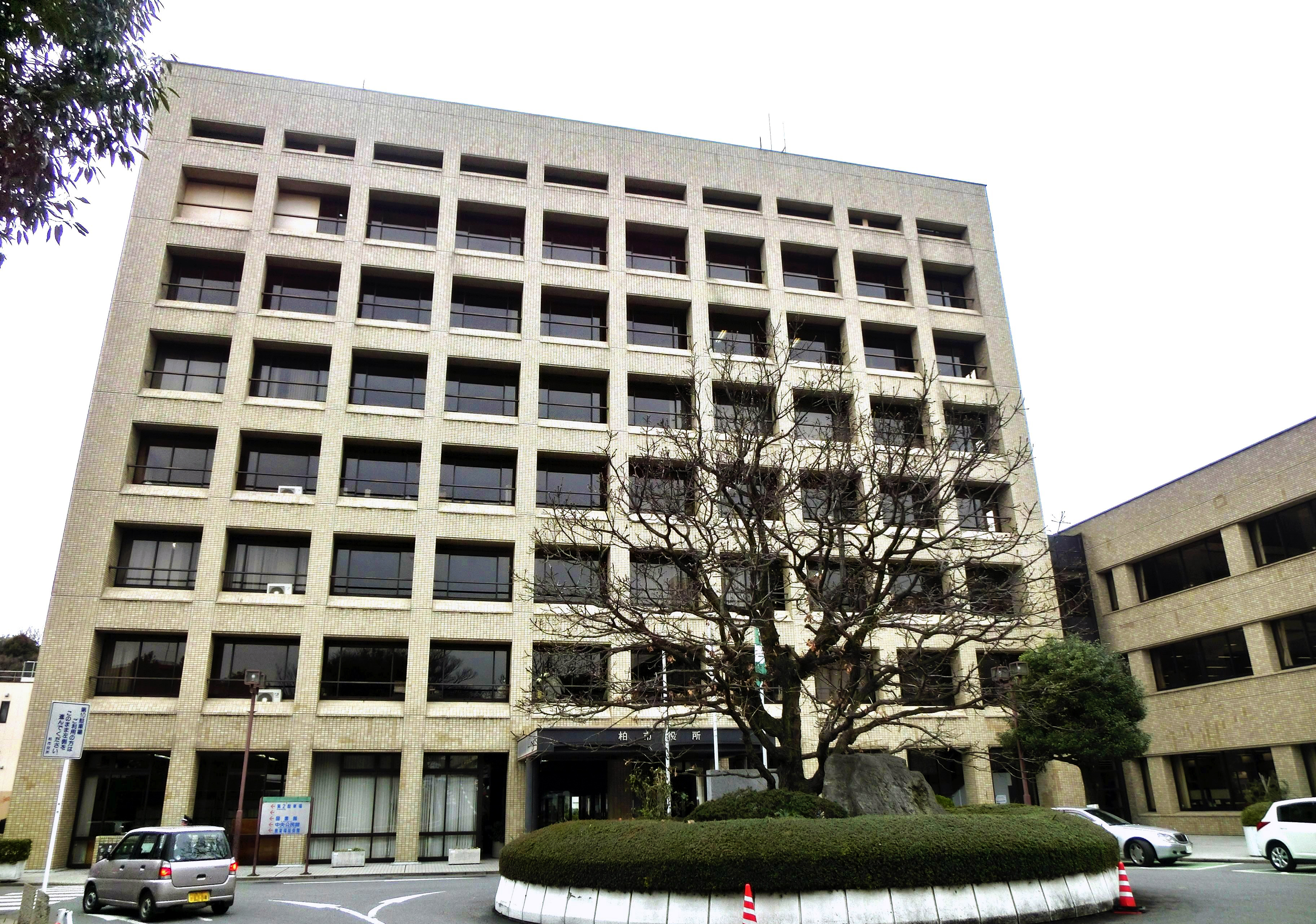
Prefeitura de Kashiwa
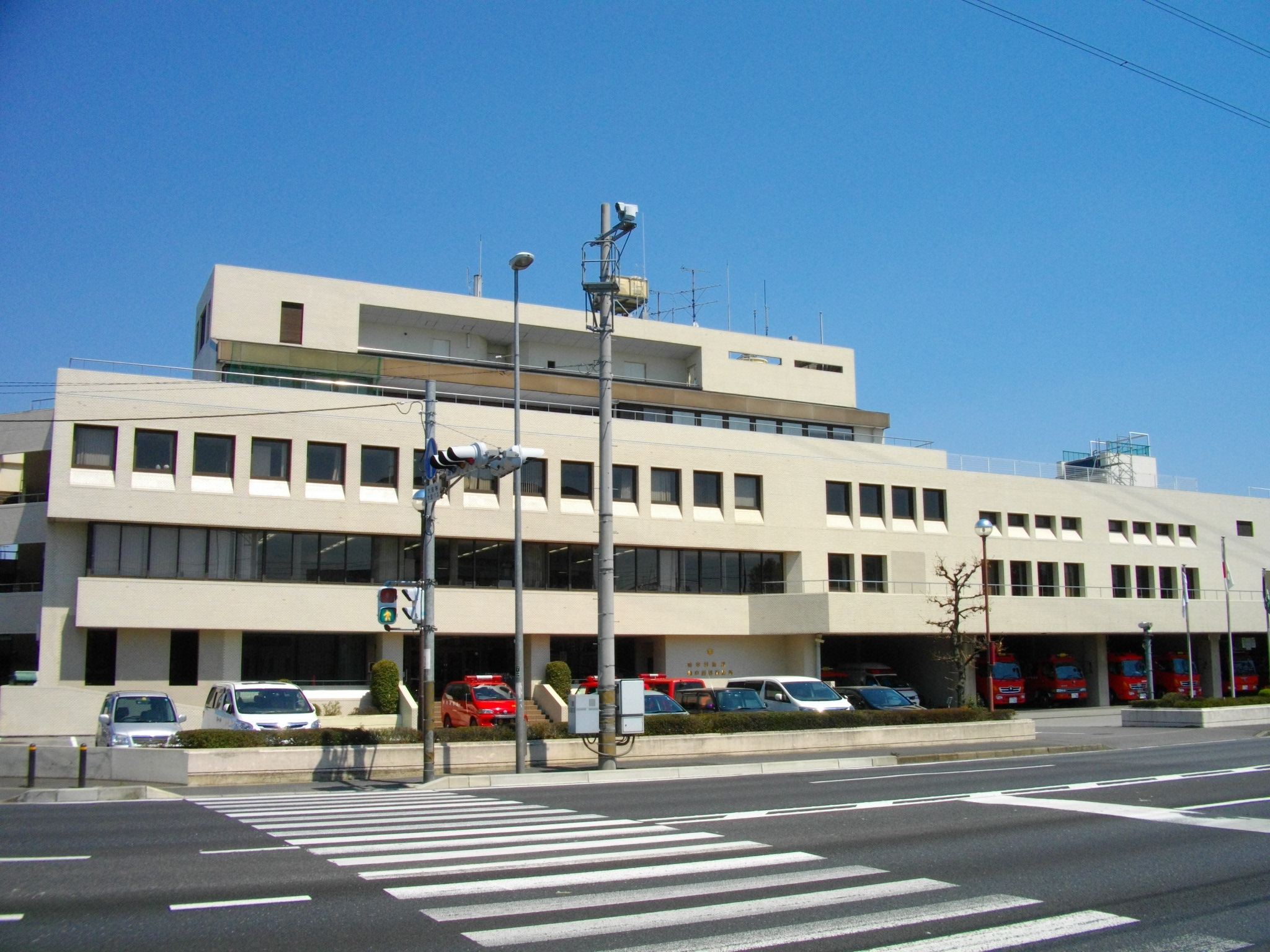
Base do Corpo de Bombeiros de Kashiwa
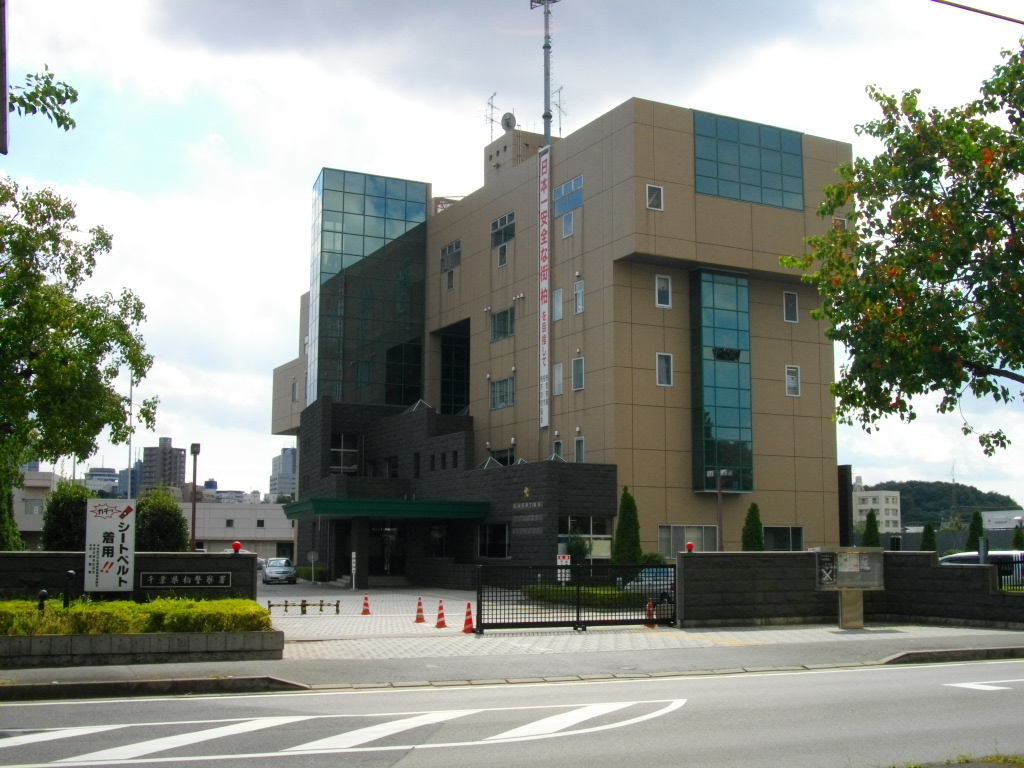
Posto Policial de Kashiwa
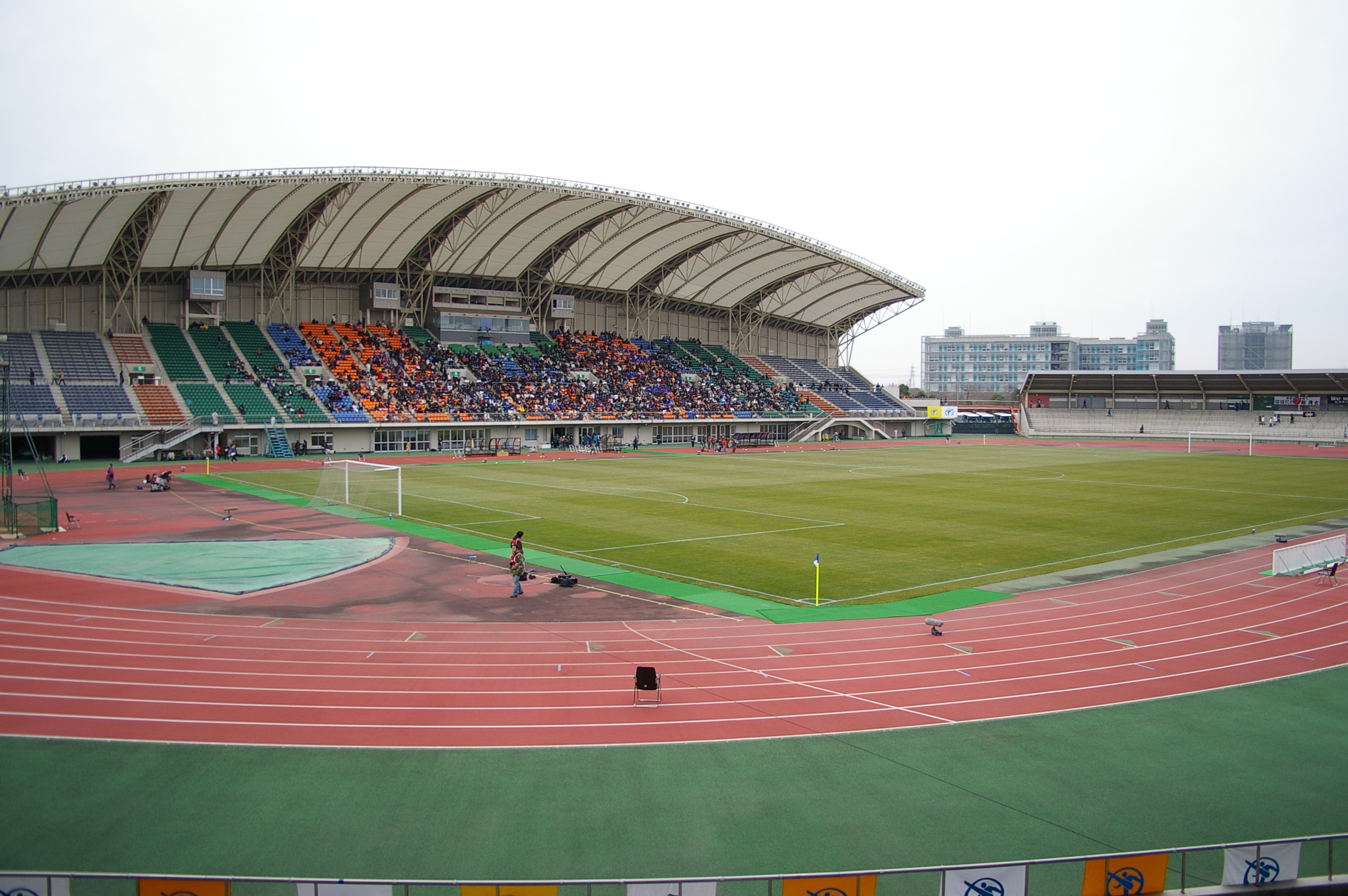
Estádio Kashiwanohara
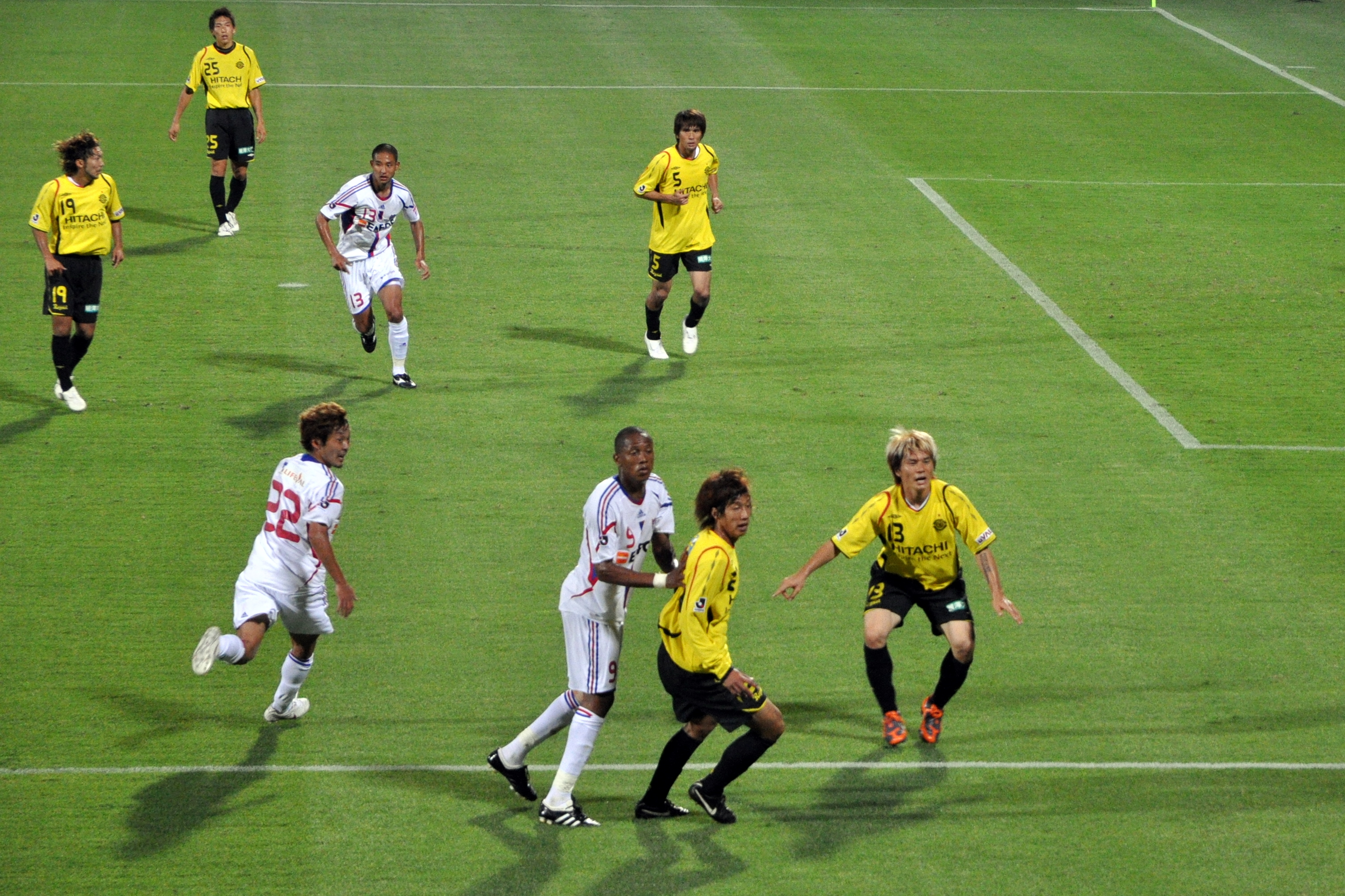
Jogo de Futebol do Kashiwa Reysol (Amarelo) vs. FC Tokyo (Branco)
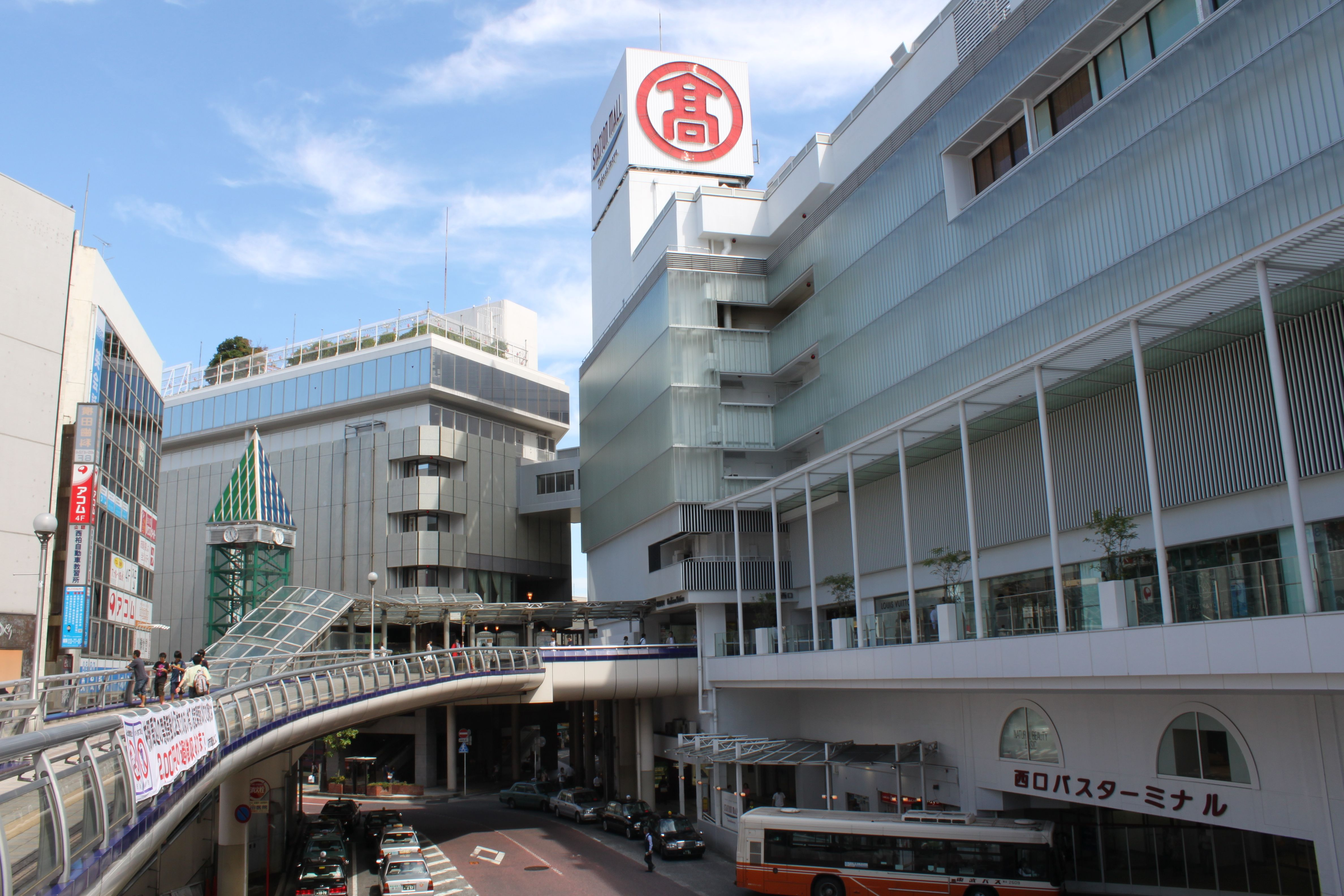
Estação Kashiwa (JR East/ Tobu Railway)